# 雷扎夫卡
雷扎夫卡（羅馬化：Ryzhavka）是烏克蘭的村落，位於該國西南部文尼察州，由日梅林卡區負責管轄，面積2.4平方公里，2001年人口260，人口密度每平方公里279.57人。